# Павліна Чернева
Павліна Чернева (англ. Pavlina R. Tcherneva) — американська економістка, доцентка економіки у коледжі Бард, науковиця Інституту економіки Леві. Спеціалізується на сучасній монетарній теорії та державній політиці. Дописує у BBC, The New Yorker, Bloomberg, CNN, New York Times, WSJ.

## Кар'єра та спеціалізація
Чернева часто виступає в центральних банках із доповідями про сучасну монетарну теорію та політику макроекономічної стабілізації. Її поточне дослідження оцінює вплив безробіття на зростання, нерівність у доходах і здоров’я населення. 
У 2006 році вона була запрошеним науковцем у Кембриджському університеті, Велика Британія, де занурилася в зібрання творів Дж. М. Кейнса та особистих документів. Вона розробила інтерпретацію політичного підходу Кейнса до повної зайнятості, за що була відзначена Асоціацією соціальної економіки Премією Хелен Поттер (2012).

## Дослідження
Дослідження Черневої щодо «Гарантії працевлаштування» вплинуло на пропозиції кількох членів Конгресу, включаючи резолюцію «Зелений новий курс». Її більш рання робота ініціювала прийняття Аргентиною великомасштабної пропозиції щодо створення робочих місць, яку вона розробила разом із колегами у США.

## Книги
Перша книга економістки «Повна зайнятість і стабільність цін» (2004) — це рідкісна збірка праць про зайнятість та інфляцію економіста, лауреата Нобелівської премії Вільяма Вікрі, адаптована для сучасності.  Її книга «Гарантована робота» є своєчасним довідником про переваги однієї з найбільш трансформаційних державних політик, які сьогодні обговорюються. 

### Книги, перекладені українською
Павліна Чернева. Гарантована робота. Аргументи «за». — Київ : Лабораторія, 2022. — 160 с.